# Lichtenbergschule Darmstadt
Die Lichtenbergschule, auch Lichtenberg-Gymnasium, kurz LuO, ist ein Gymnasium der Stadt Darmstadt mit einem internationalen Profil: Sie ist Europaschule des Landes Hessen, MINT-EC-Schule, schulisches Zentrum für Sprachen und Begabtenförderung und eine Internationale Begegnungsschule im Aufbau.
Mit einem bilingualen Abitur, dem CertiLingua als europäisches Sprachenzertifikat, weiteren Sprachenzertifikaten sowie dem bilingualen Zertifikat des Hessischen Kultusministeriums bietet die Lichtenbergschule ihren Schülern verschiedene Möglichkeiten zu einer internationalen Profilierung und zu zusätzlichen Qualifikationen in Verbindung mit dem Landesabitur.
Die Lichtenbergschule ist ein „Schulisches Zentrum für Sprachen und Begabtenförderung“ im Rahmen des Projekts „Leuchtturmschulen“ des Hessischen Kultusministeriums. Im Rahmen dieses Projektes wurden vier Schulen in Hessen als Leuchtturmschulen mit verschiedenen Schwerpunkten festgelegt. Die Lichtenbergschule hat den Schwerpunkt Sprachen. Außer ihr wurden noch die Musterschule Frankfurt am Main (Schwerpunkt Musik), die Martin-Luther-Schule Marburg (Naturwissenschaften) und die Georg-Christoph-Lichtenberg-Schule Kassel (Mathematik) ausgezeichnet.

## Geschichte

Stammbaum der Darmstädter Gymnasien

Die Geschichte der heutigen Lichtenbergschule begann 1826 mit der Gründung der Liebigschule – einer Real- und technischen Schule in Darmstadt. 1873 teilte sich die Schule in zwei Zweige, das spätere Realgymnasium (die heutige Georg-Büchner-Schule) und die Realschule. 1911 erfolgte eine Teilung der Realschule in die Justus-Liebig-Schule und das heutige Lichtenberg-Gymnasium (unter dem Namen Ludwigs-Oberrealschule). 1937 erfolgte eine Umbenennung in Ludwigs-Schule und 1945 in Ludwigs-Realgymnasium. 1956 erfolgte die Umbenennung in Lichtenbergschule. Namenspatron ist der im nahegelegenen Ober-Ramstadt geborene Physiker Georg Christoph Lichtenberg. Seit 1966 wird das Schulgebäude im Stadtteil Bessungen genutzt. Als Anfang der 1970er Jahre die Schülerzahlen wuchsen und Hessen mit Schulneu- und -erweiterungsbauten darauf reagierte, weihte die Lichtenbergschule 1974 einen Neubau ein. Zwanzig Jahre später musste dieser wegen der PCB-Belastung saniert werden, was sich zum Skandal ausweitete, weil die Giftfässer infolge unklarer Zuständigkeiten jahrelang auf dem Schulhof verblieben.

## Weird Science Club
Der Weird Science Club ist ein zentraler Teil des naturwissenschaftlichen Begabungsförderungsprogrammes der Schule. Hier haben Schüler die Möglichkeit, an selbst gewählten Fragestellungen zu naturwissenschaftlichen Themen zu forschen. Sie arbeiten dabei selbstständig und vertreten ihre Projekte später bei Wettbewerben wie Jugend forscht.
Englisch und Deutsch sind Umgangssprache im Dialog mit zum Teil ausländischen Wissenschaftlern, weshalb der Club schulintern auch als bilinguales Schülerforschungszentrum geführt wird und ein akkreditiertes Europaschulprojekt ist. Zurzeit bestehen enge Kooperationen mit der Technischen Universität Darmstadt, der Hochschule Darmstadt und der Firma Merck.

## Persönlichkeiten

### Ehemalige Schüler
- Ralf Steinmetz (* 1956), Hochschullehrer
- Lisa Tertsch (* 1998), Triathlon Olympiasiegerin Mixed-Relay 2024
- Friedrich Eckstein (1933–2018), Hochschullehrer
- Peter Hofmann (1944–2010), deutscher Opernsänger (Tenor)
- Karla Borger (* 1988), Beachvolleyball-Vizeweltmeisterin

### Ehemalige Lehrer
- Heinrich Lauterbach (1925–1996), Schulleiter der Lichtenbergschule
- Hansjörg Holzamer (1939–2019), Leichtathletik-Bundestrainer